# Bourg de Changzhu
Le Bourg de Changzhu (tibétain : ཁྲ་འབྲུག་, Wylie : khra ’brug, THL : tradruk ; chinois : 昌珠镇 ; pinyin : chāngzhūzhèn), parfois translittéré en Changzhug est un bourg situé dans le Xian de Nêdong, dans la préfecture de Shannan, son centre urbain est situé à 159 km au sud-est du centre-urbain de Lhassa dans la région autonome du Tibet en Chine.

## Patrimoine

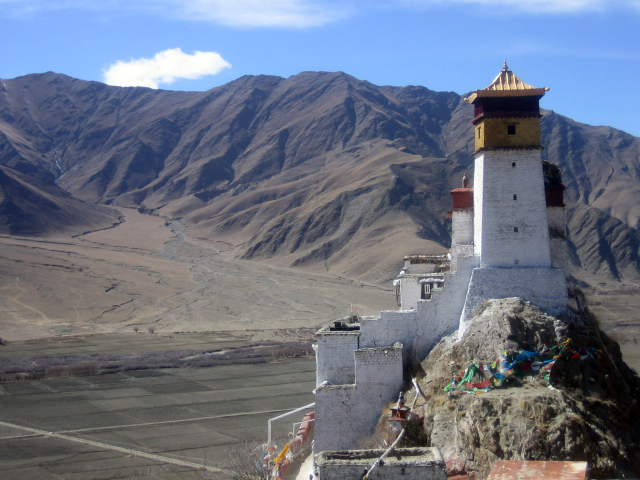
château de Yumbu Lhakhang

### Monarchique
- Le Palais Yumbulagang ou Yumbu Lakhang (tibétain : ཡུམ་བུ་བླ་སྒང། situé  au sommet d'une colline à 10 km au sud du centre de Nêdong, dans le Bourg de Changzhu

### Religieux
- Monastère de Changzhug (tibétain : གཡོན་རུ་ཁྲ་འབྲུག་གཙུག་ལག་ཁང ou Changzhu, chinois : 昌珠寺)